# Архів Пилипа Орлика
Архів Пилипа Орлика  — частина приватного архіву Пилипа Орлика, що зберігається в Державному архіві Міністерства закордонних справ.

## Архів сина та батька
Молдавський господар Костянтин Маврокордато по смерті гетьмана Пилипа Орлика опікувався архівом померлого. Аби зберегти його, надіслав архів до посла Франції в Стамбул. Маркіз де Вільнев, тодішній посол в Оттоманській Порті, переслав його до замку Детенвіль, де мешкав син Пилипа — Григір. По смерті Григора архів батька і сина передали до архіву Міністерства закордонних справ. Отже, тут накопичились два архіви, що утримували грамоти, листи, політичні меморії, низку неоприлюднених матеріалів. Серед них знайдено і щоденник Пилипа Орлика.

## Рукопис Дуаріуша щоденного

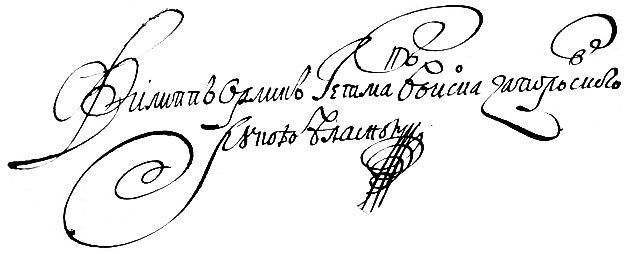
Автограф Пилипа Орлика, 1710 (Філиппъ Орликъ Гетманъ войска запорожского рүкою власною) — підпис під «Пактами й Конституціями прав і вольностей Війська Запорізького».

Дуаріуш щоденний із Архіву Міністерства закордонних справ Франції вважають оригіналом, писаним власноруч Пилипом Орликом. Порівняння підписів щоденника з листами Пилипа Орлика довело їх тотожність. Згідно з датуваннями він створений між 1720 та 1734 роком. Записи обриваються саме в 1734 році, що надало дослідникам надію, що десь має бути продовження, яке загубилося через небезпечне емігрантське життя нескореного політичного діяча.
Щоденник писано польською мовою (назва оригінала «Diariusz Podorozni») з використанням кириличних назв церковних свят та латини, що була розповсюдженою мовою освічених осіб доби бароко. Орлик опанував і використовував декілька мов, серед яких польська, латина, українська, церковно-слов'янська, частково — турецька. Згідно з прочитаними сторінками, щоденник не призначався для сторонніх очей, але був важливим для особи, якщо той робив записи такий довгий термін.

## Копії щоденника

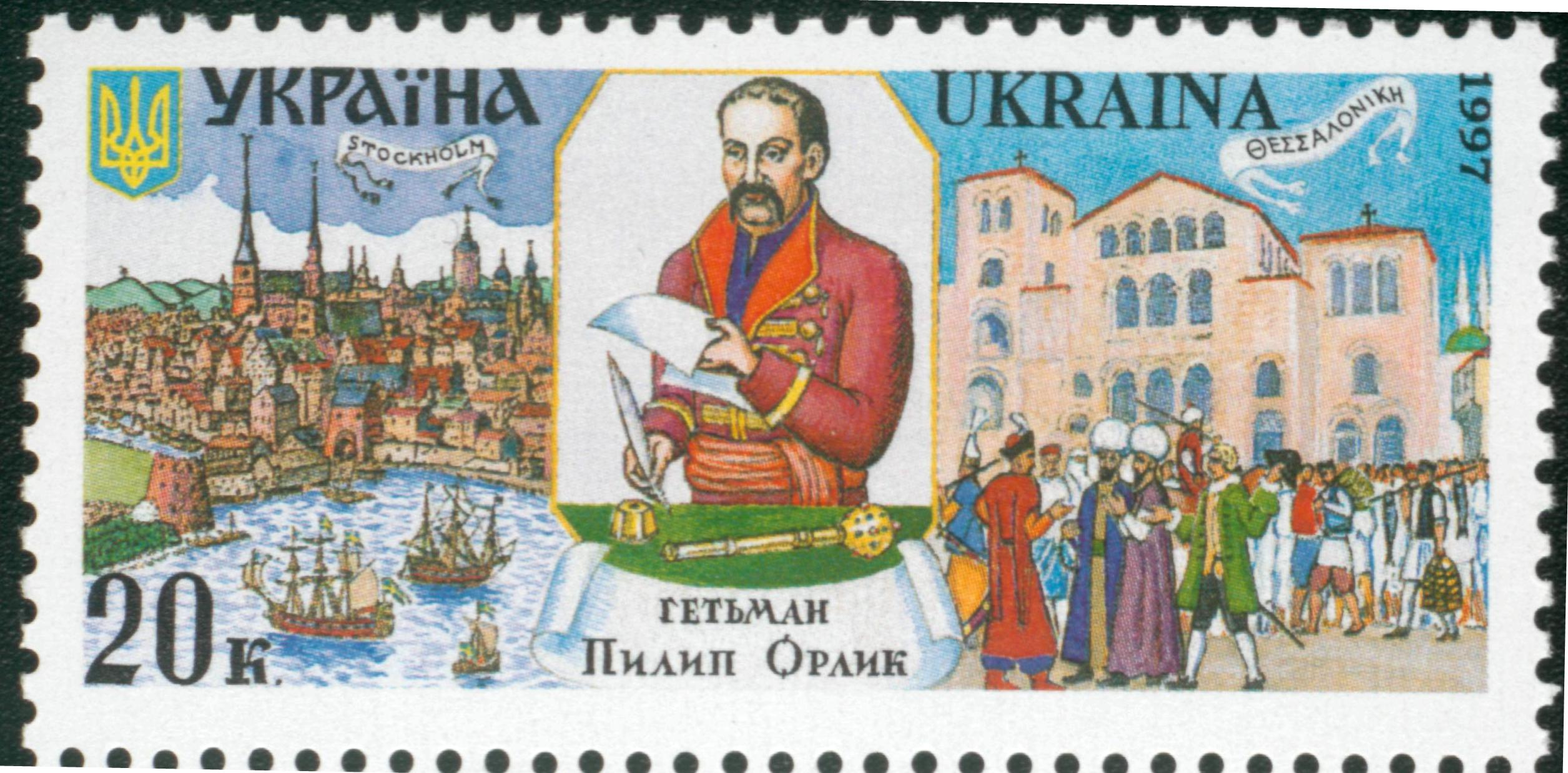
Поштова марка 1997 року на честь Пилипа Орлика

«Дуаріуш щоденний» Пилипа Орлика викликав зацікавленість і його декілька разів копіювали. Це сприяло популяризації щоденника. Але в написаному чорнилами рукопису — почав з часом згасати текст. Один із копіїстів не міг розібрати деякі назви і прізвища і подав їх або помилково, або не подав взагалі.
Над рукописом хтось попрацював, упорядкував та відрізав частини сторінок, що не укладались в формат зошита. Разом з відрізаними частинами були мимоволі втрачені деякі дати. Одна з перших копій щоденника (неповна, з пропусками) вже 1804 року була у власності графа Станіслава Замойського (1775–1856), від якого перейшла до бібліотеки князів Чарторийських в садибу Пулави.
Відомо, що рукопис упорядковували 1882 року разом із незаповненими аркушами. Так виникли п'ять томів щоденника в зеленому сап'яні і передані у відділ «Memoires et documents. Pologne (1720), 7, 8, 9, 10, 11».
Щоденник був надрукований в виданні «Діло», 1931, ч. 72, Orlikiana. «Хліборобська Україна», кн. 4, але досить невправно (сам автор визначив, що не все прочитав, не розпізнав частину прізвищ, частку подав помилково).
Чергове видання створили за сприяння Гарвардського університету 1989 року у Сполучених Штатах.